# Quốc lộ 40
Quốc lộ 40 là quốc lộ nằm trong tỉnh Kon Tum.

## Lộ trình
Quốc lộ 40 có dài 20 km. Điểm đầu là tại Plei Cần, giao cắt với Quốc lộ 14 và Quốc lộ 14C. Điểm cuối là ngã ba Đông Dương tại cửa khẩu Bờ Y trên biên giới Việt-Lào.
Quốc lộ 40 nối Quốc lộ 11 của Lào.